# Marmalade Boy
Marmalade Boy (ママレード・ボーイ, Mamarēdo Bōi) est un manga de Wataru Yoshizumi. Publié en français aux éditions Glénat, il comporte huit volumes au total.

## Synopsis
Miki Koishikawa (小石川　光希), lycéenne, a le choc de sa vie le jour où ses parents, soudainement, déclarent qu'ils vont divorcer. Ils ajoutent qu'ils vont se remarier avec le couple Matsuura (松浦), rencontré en voyage à Hawaii. Les deux couples, chacun avec leur enfant, vont même vivre dans la même maison. D'abord perturbée par cette situation, Miki sera petit à petit plus tolérante. Elle sera aussi troublée par l'arrivée du fils de ses beaux parents, Yû, beau blondinet au charme ravageur. Miki va également devoir gérer les avances de Ginta, son ami d'enfance qui avait quelques années plus tôt refusé de sortir avec elle. Heureusement, notre héroïne peut compter sur sa meilleure amie Meiko pour partager ses doutes et ses secrets grâce à son journal.

## Personnages
- Miki Koishikawa est une jeune collégienne vive et naïve, anciennement amoureuse de Ginta mais maintenant amoureuse de Yuu. Sa meilleure amie est Meiko. Kei, Michaël et Ginta, anciennement, sont amoureux d'elle.
- Yuu Matsuura est le colocataire de Miki. Il l'aime secrètement. Il est beau et populaire. Son meilleur ami est Satoshi Miwa.

- Meiko Akizuki est la meilleure amie et la confidente de Miki. Elle est calme, intelligente et assez rusée. Elle est amoureuse de Namura et sera sa femme plus tard dans l'histoire.

- Ginta Suo est un camarade de classe de Miki. Il aimait cette dernière mais, rejeté par elle à cause d'une bêtise, il se rabat sur l'ex-petite amie de Yuu, Arimi. Il est vif, impatient et naïf.

- Satoshi Miwa pensait être le frère de Yuu et est un camarade de classe de Miki. Il est amoureux de Meiko mais est toujours rejeté par elle. Il est assez mystérieux.

- Kei Tsuchiya est le camarade de travail de Miki. Il aime cette dernière mais renonce à elle car elle a déjà un copain. Il gardera néanmoins le médalion de Miki offert par Yuu pour jouer un tour au couple et ainsi les séparer.Il a un an de moins que Miki. C'est un jeune prodige du piano. Il est lui aussi mystérieux.

- Arimi Suzuki est l'ex petite amie de Yuu. Elle l'aimait encore jusqu'à ce qu'elle tombe amoureuse de Ginta et sorte avec lui. Elle est futée, jolie et tout le temps harcelé par le cousin de Ginta : Tsutomu Rokutanda.

- Suzu Sakuma est une top modèle jeune et belle, actrice à l'occasion. Elle aime tout ce qui est beau. Yuu devient son professeur privilégié et elle le trouve très beau. Elle n'aime pas le couple Miki/Yuu mais préférerait que ce soit elle qui sorte avec lui.

- Tsutomu Rokutanda est le cousin de Ginta. Il est amoureux d'Arimi. Il la harcèle tout le temps.

- Namura est le professeur de Miki. Il sort avec Meiko mais leur secret est découvert. Il quitte Tokyo et s'installe à Hiroshima. Meiko l'épouse.

- Momoi est le professeur de Miki et Meiko. Elle est secrètement amoureuse de Namura depuis qu'il se connaissent au lycée. Plus tard, elle tombera amoureuse du frère de la femme d'un de ces amis du lycée.

- Michael Grant est un jeune étudiant d'Amérique faisant un échange scolaire. Au premier regard, il tomba amoureux de Miki mais elle le repoussa. Il fera tout pour séparer Yuu/Miki. Il n'apparaît pas dans le manga.

- Anju est l'amie d'enfance de Yuu et lui donna son aide quand celui-ci déprima pour raison familiale. Elle tomba amoureuse de lui mais ne lui avoua ses sentiments des années plus tard quand ils se rencontrèrent de nouveau après avoir su que celui-ci avait une petite amie. Elle a une très grave maladie et doit se faire opérer. Ce personnage n'apparaît pas dans le manga.

## Adaptations

### Anime
Il existe un anime de 76 épisodes (distribué en 2025 par ADN) et un film inédit en français.

### Drama taïwanais
Un drama taïwanais, avec Stella Huang et Ken Zhu (en) dans les rôles principaux, est diffusé dès 2001.

### Film live japonais
Un film live, réalisé par Ryūichi Hiroki, est sorti en avril 2018.

#### Distribution[4]
- Hinako Sakurai : Miki Koishikawa
- Ryō Yoshizawa : Yuu Matsuura
- Miho Nakayama : Meiko Akizuki
- Rei Dan : Rumi Koishikawa
- Shosuke Tanihara : Youji Matsuura
- Tsutsui Michitaka : Jin Koishikawa
- Taiki Sato : Ginta Suo
- Kisetsu Fujiwara : Satoshi Miwa
- Yasufumi Terawaki : Yoshimitsu Miwa
- Nina Endo : Arimi Suzuki
- Terunosuke Takezai : Shin'ichi Namura